# Hapalodectidae
Hapalodectidae (лат., буквально — мягкие кусаки: hapalos — мягкий, нежный и dêktês — кусающий) — семейство вымерших млекопитающих из отряда мезонихий. Хищники небольших размеров (1—8 кг), населявшие Азию и Северную Америку с позднего палеоцена по поздний эоцен. Гапалодектиды отличаются от более крупных и более известных мезонихий тем, что у них есть зубы, предназначенные для резки (предположительно мяса), в то время как зубы других мезонихий таких как мезониксы или Sinonyx, более специализированы для дробления костей. Hapalodectidae ранее считались подсемейством мезонихид, но находка черепа Hapalodectes hetangensis показала различия, обосновывающие размещение в отдельном семействе. В частности, Н. hetangensis имели замкнутую сзади глазницу, что отличает их от мезонихид. Скелет Hapalodectidae плохо изучен, а из посткраниальных элементов описана только плечевая кость. Морфология этой кости указывает на меньшую специализацию к наземному передвижению, чем у мезонихид.

## Классификация
В семейство включают следующие вымершие роды и виды:
- Род Hapalodectes
  - H. anthracinus Zhou et Gingerich, 1991
  - H. dux Lopatin, 1999
  - H. hetangensis Ting et Li, 1987
  - H. huanghaiensis Tong et Wang, 2006
  - H. leptognathus Osborn et Wortman, 1892
  - H. lopatini Solé et al., 2017
  - H. paleocenus Beard et al., 2010
  - H. serus Matthew et Granger, 1925
- Род Hapalorestes
  - H. lovei
- Род Honanodon
  - H. chow
  - H. hebetis
  - H. lushiensis
  - H. macrodontus
- Род Lohoodon
  - L. lushiensis
- Род Metahapalodectes
  - M. makhchinus